# Cruise (岩崎良美のアルバム)
『cruise』（クルーズ）は、1986年7月21日にリリースされた岩崎良美の11枚目のオリジナルアルバム。発売元はキャニオンレコード。

## 概要
22枚目のシングルA面曲「チェッ!チェッ!チェッ!」とそのB面曲「約束」を含む全8曲を収録。前作、前々作でも多くの曲を提供した芹澤廣明が本作でも起用され、TM NETWORKがブレイクする前の小室哲哉が1曲の作曲を担当している。岩崎は「小室さんのメロディーは今までの自分にない感じで難しかった記憶があります。」と振り返っている。また、矢島賢と矢島マキ(田代真紀子)夫妻らがメンバーとなり1980年代を中心に活躍した音楽グループ  ″Light House Project″ が大半の曲のアレンジを手掛けている。
2004年6月に発売されたアルバムBOX『岩崎良美 CD-BOX 85-87 ぼくらのベスト3』では、DISC-3に収録され、2010年2月に発売された『岩崎良美 debut 30th Anniversary CD-BOX』では、シングル「情熱物語」のA・B面曲やアルバム『タッチ』収録曲などのボーナストラックが6曲追加されDISC-10に収録された。

## 収録曲

### LP／CT

#### Side A
1. ティーンネイジ・サマーハウス（3:41）
作詞：吉元由美 / 作曲：芹澤廣明 / 編曲：Light House Project
2. 哀愁クルーズ（3:48）
作詞：吉元由美 / 作曲：小室哲哉 / 編曲：Light House Project
3. チークタイムの涙（4:37）
作詞：松井五郎 / 作曲：和泉常寛 / 編曲：Light House Project
4. ビキニな夏がやってくる（3:48）
作詞：松井五郎 / 作曲：芹澤廣明 / 編曲：Light House Project

#### Side B
1. Let It Green（3:52）
作詞：売野雅勇 / 作曲：芹澤廣明 / 編曲：Light House Project
  - クマモトグリーンピック '86 イメージソング。
2. チェッ!チェッ!チェッ!（3:26）
作詞：康珍化 / 作曲・編曲：芹澤廣明
  - フジテレビ系アニメ『タッチ』第3期オープニングテーマ。
3. 夕陽にラストボール（3:03）
作詞：松井五郎 / 作曲：和泉常寛 / 編曲：Light House Project
4. 約束（4:09）
作詞：康珍化 / 作曲・編曲：芹澤廣明
  - フジテレビ系アニメ『タッチ』第3期エンディングテーマ。

### CD
1. ティーンネイジ・サマーハウス
2. 哀愁クルーズ
3. チークタイムの涙
4. ビキニな夏がやってくる
5. Let It Green
6. チェッ!チェッ!チェッ!
7. 夕陽にラストボール
8. 約束

#### 岩崎良美 debut 30th Anniversary CD-BOX +plus
1. コメント（cruise）（1:43）
2. 情熱物語（4:08）
3. 野球（3:27）
4. 僕たちのSomeday (達也のテーマ)（3:16）
5. ホワイト・ドリーム (南のテーマ)（4:21）
6. 夢で逢いたい（2:59）